# Crassignatha yinzhi
Espèce
Crassignatha yinzhi est une espèce d'araignées aranéomorphes de la famille des Symphytognathidae.

## Distribution
Cette espèce est endémique du Yunnan en Chine,. Elle se rencontre dans le xian de Longling.

## Description
Le mâle holotype mesure 0,92 mm et la femelle paratype 1,27 mm.